# Мандрівна куля
Блукаюча куля (англ. Hollow Point) — комедійний бойовик 1996 року.

## Сюжет
Агент ФБР Діана Норвуд і агент відділу по боротьбі з наркотиками Макс Перріш полюють за Лівінгстоном, главою італо-російсько-китайської мафії, якому необхідно переправити величезну суму готівки в офшорні банки. Той, хто зробить арешт, зможе використати конфісковані гроші на потреби своєї контори, тому полювання перетворюється на жорстоку конкуренцію.

## У ролях
- Томас Йен Гріффіт — Макс Перріш
- Тіа Каррере — Діана Норвуд
- Джон Літгоу — Томас Лівінгстон
- Дональд Сазерленд — Гаррет Лоутон
- Девід Хемблен — Олег Крезінський
- Карл Алаккі — Альберто Капуччі
- Роберт Іто — Шин Чан
- Андреас Апергіс — Іван Крезінський